# Габріель Біброн
Габріель Біброн (фр. Gabriel Bibron; 20 жовтня 1805 — 27 березня 1848) — французький зоолог, герпетолог.

## Біографія
Габріель Біброн народився в Парижі. Його батько був співробітником Музею природознавства, тому Габріель отримав від батька хороші знання з природознавства. Габріель їздив в експедицію для збору хребетних в Італії та Сицилії. Під керівництвом Жана Батиста Борі де Сен-Вінсента брав участь у Морейській експедиції до Пелопоннесу.
Він класифікував численні види рептилій разом з Андре-Марі-Константом Дюмерілем (1774—1860), з яким Габріель Біброн познайомився у 1832 році. Дюмеріль цікавився переважно відносинами між родами, а Біброн переважно описував види. Разом вони написали збірник Erpétologie Générale, комплексний звіт про плазунів, опублікований в десяти томах з 1834 по 1854 роки.
Біброн захворів на туберкульоз і пішов у відставку в 1845 році, переїхав до Сен-Альбан-ле-Ео, де помер у віці 42 років.

## Таксони названі на честь Біброна
- Afrotyphlops bibronii, сліпун
- Atractaspis bibronii, отруйна змія
- Calliophis bibroni, отруйна змія
- Candoia bibroni, удав
- Diplolaemus bibronii, ящірка
- Enyalius bibronii, ящірка
- Eutropis bibronii, сцинк
- Liolaemus bibronii, ящірка
- Chondrodactylus bibronii, гекон
- Pelochelys bibroni, черепаха